# Virginia Statute for Religious Freedom
Das Virginia Statute for Religious Freedom (deutsch Virginia-Religionsfreiheitsgesetz) ist ein Landesgesetz zur Religionsfreiheit in der damaligen Kolonie Virginia (heute US-Bundesstaat Virginia) und wurde 1777 von Thomas Jefferson verfasst. Zunächst 1779 von der Virginia General Assembly abgelehnt, erlangte es 1786 – mit geänderter Präambel – auf Betreiben James Madisons Gesetzeskraft.
Das Gesetz besagt, dass
- keiner gezwungen werden darf, an religiösen Handlungen teilzunehmen oder Kirchensteuer zu entrichten;
- jeder seinen Glauben bekennen und mit Argumenten für ihn werben darf; und
- keiner aufgrund seines Bekenntnisses vom Staat bevorzugt oder benachteiligt werden darf.[3][7]

Für Jefferson und Madison war unter anderem wichtig, dass auch Anhänger der dominanten Glaubensrichtung frei entscheiden konnten, in welchem Umfang sie ihre Religionsgemeinschaft finanziell unterstützten.
Das Gesetz wurde von deutschen Aufklärern gefeiert; die erste deutsche Übersetzung erschien bereits 1789. Es hat viele westlichen Staaten beeinflusst. Paul Nolte nennt es „die bis heute wohl berühmteste Erklärung der Religionsfreiheit“

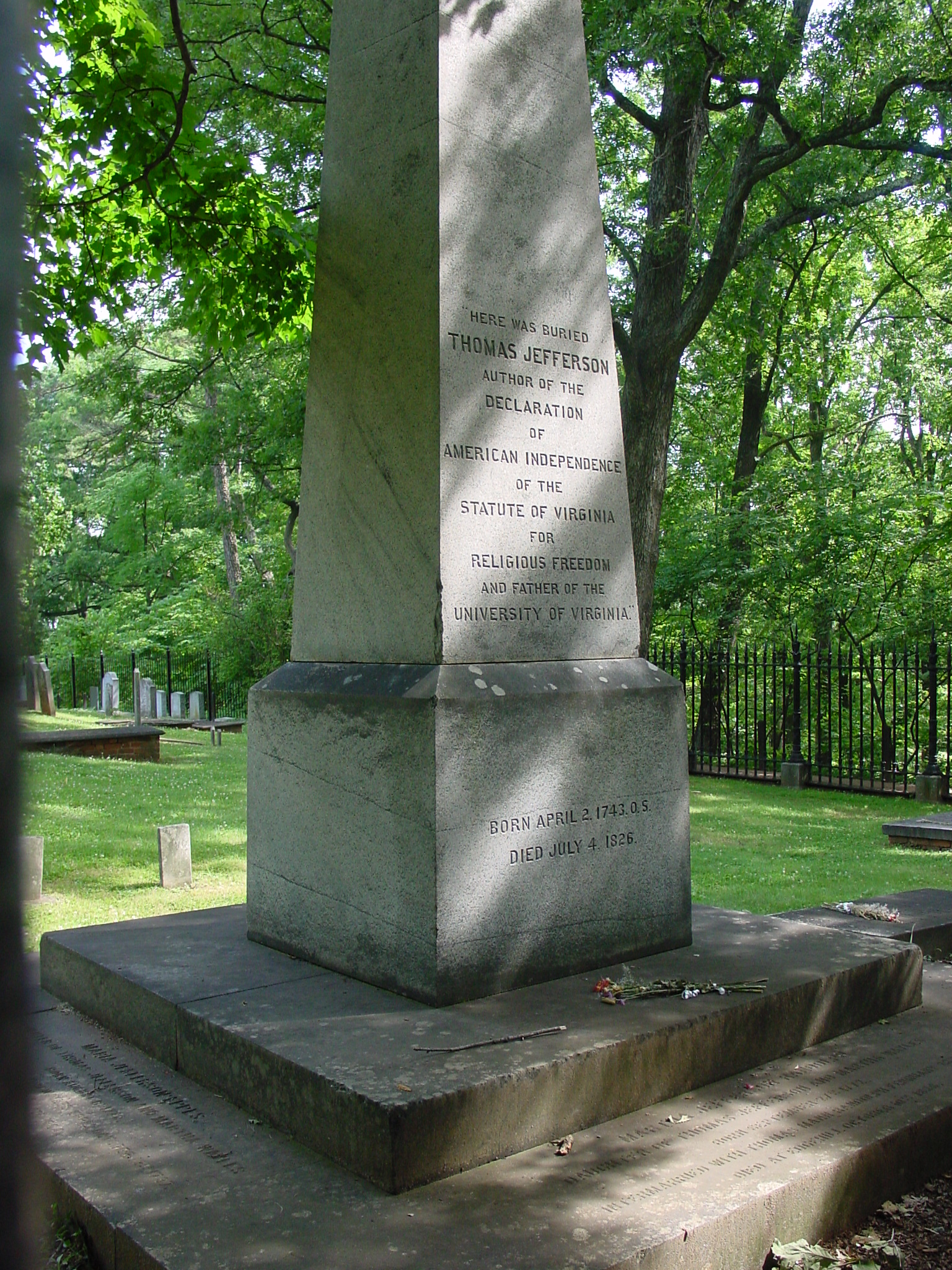
Jeffersons Grabmal

Jefferson verfügte, dass nur drei seiner Leistungen auf seinem Grabmal erwähnt werden sollten: Die Unabhängigkeitserklärung der Vereinigten Staaten, das Gesetz der Religionsfreiheit, und die University of Virginia. Auszüge aus diesem Gesetz sind im Jefferson Memorial in Washington, D.C. eingraviert.

## Textausgaben
Deutsche Übersetzung des Gesetzes
Eugene R. Sheridan: Texte zum Thema „Religion und Republikanismus im Denken Thomas Jeffersons“. In: Hartmut Wasser (Hrsg.): Thomas Jefferson: Historische Bedeutung und politische Aktualität. Zum 250. Geburtstag des „Weisen von Monticello“. Schöningh, Paderborn 1995, ISBN 3-506-79633-X, S. 169–170 (Digi20 [abgerufen am 2. November 2015]).
Gesetzesvorlage vom 18. Juni 1779 mit ursprünglicher Präambel (englisch)
82. A bill for establishing religious freedom. In: Founders Online: Jefferson papers. National Historical Publications & Records Commission, abgerufen am 2. November 2015.